# جسیکا گرگ
جسیکا گرگ (انگلیسی: Jessica Gregg؛ زادهٔ ۱۶ مارس ۱۹۸۸) اسکیت‌باز سرعت، و اسکیت‌باز سرعت، اهل کانادا است.